# 藤本たから
藤本 たから（ふじもと たから、1993年5月8日（32歳）)は、 鳥取県北栄町出身で鳥取県米子市を拠点に活動していた歌手。
活動期間:2011年12月23日〜2020年12月26日。コロナウィルスを機に、活動引退。
2023年に３年ぶりのラストライブを米子市で行う。
2023年に、マネージャーと関東で結婚し、女性専用エステサロン開業する。

## 略歴
- 2011年8月に鳥取県米子市内の音楽プロダクションと米子市内のカラオケ店で共催された「山陰の歌姫発掘オーディション」で優勝。

- 2016年12月2日に東京都かつしかシンフォニーヒルズモーツァルトホールにて行われた『1万人の頂点に立つ「全日本こころの歌謡選手権大会」(ゲスト:八代亜紀さん他)』に各ブロックを勝ち抜いた29人のこころ歌大使として決勝大会に出場したが優勝及び入賞は出来なった。

- 2017年9月3日に鳥取市文化ホールにて行われた民謡コンクール「第6回 貝殻節全国大会」に出場したが、貝殻節の部・元唄貝殻節の部の両方とも優勝及び順位入賞は出来なかったが敢闘賞を受賞。

- 所属事務所は「Soundscape Music Records」。
- 2020年12月19日のラジオ番組内で東京でエステサロンを開業するために今月末での引退を発表。

## ディスコグラフィー
1st「Starting」 - 2011年12月

1.Forest

2.Starting

3.Cherry snow*

4.Trace*

5.You*

6.Feather*

7.Emotion

8.Eternal

9.Wish*

10.WITH you feat.Shiho Takah

2nd「Exceed」 - 2012年4月

1.Exceed

2.Voice

3.Refrain*

4.Arrive

3rd「Notice」 - 2012年12月

1.Notice

2.Hold me*

3.Believe*

4.Step

4th「Brightness」 - 2014年6月

1.Brightness

2.Distance

3.Just a little

5th「Cross Road」 - 2015年4月

1.Cross Road

2.My Precious

3.Fly High*

6th「Realize」 - 2015年7月

1.Brightness 

2.Feather* 

3.My precious 

4.Wish* 

5.Refrain* 

6.Voice 

7.Distance 

8.Cherry snow* 

9.Notice 

10.Cross Road 

11.Step 

12.Emotion 

13.Exceed

7th「over」 - 2015年12月

1.over

2.Rising wave

8th「&」 - 2016年10月

1.「＆」

2.Moment

9th「Drop」 - 2018年8月

1.drop

2.Re:Starting(1st収録のリアレンジ)

10th「恋桜」 - 2019年4月

1.恋桜

2.恋桜　instrument

11th「image」- 2019年4月

1.Starting

2.Moment

3.Ray

4.&

5.Dear Heart

6.GIFT

7.Rising wave

8.Drop

9.Over

10.恋桜　Piano　Ver.

11.Memory

曲名末の「*」は以前に事務所に所属していた歌手「小夏」のカバー曲

## イベント出演
- お台場新大陸（2014年）
- お台場夢大陸 〜ドリームメガナツマツリ〜（2015年）
- STOP! DRUNK DRIVING PROJECT（2015年、大坂城ホール、OA出演）
- ひろしまフラワーフェスティバル
- 徳島あすたむランド祭

## 地域貢献活動
- 北栄町ふるさと大使（2014年）
- 米子警察交通安全大使（2015年）
- 湖南市観光交流大使（2015年）

その他

## タイアップ曲
- まつえレディースハーフマラソン(2012年,2013年,2014年）
- 皆生トライアスロン
- OHK岡山放送TV番組『ゆる。（ゆるまる）』エンディングソング
- とっとり花回廊 TVCMイメージソング

その他

## レギュラー番組
- DARAZ FM
  - 藤本たからのMusic Emotion（2012/11/3〜毎週土曜日23:30～0:00）
  - インテリア館セレスPresents インテリア館シネマ（毎週火曜日14:30～14:45）
- エフエムいずも
  - 藤本たからの秘密話（毎週土曜日9:00～9:30）